# Hezly Rivera
Hezly Rivera (* 4. Juni 2008 in Hackensack, New Jersey) ist eine US-amerikanische Turnerin.

## Karriere
Hezly Rivera wurde 2008 in Hackensack, New Jersey als Tochter von Heidy Ruiz und Henry Rivera, einem Ingenieur aus der Dominikanischen Republik geboren. Sie wuchs in Oradell auf. Sie hat eine ältere Schwester und einen jüngeren Bruder.
Im Jahre 2013 begann Rivera mit dem Turnen, nachdem sie auf einer Geburtstagsfeier einer Freundin in einer Turnhalle war. Rivera begann ihre Turnkarriere bei ENA in Paramus unter Craig Zappa und später unter Maggie Haney. 2020 zog sie mit ihrer Familie nach Texas, wo sie seitdem unter Waleri Ljukin trainiert.
2022 gewann sie mit dem US-Team Gold beim DTB-Pokal in Stuttgart.
Im Juli wurde Rivera beim US Classic Zweite im Einzelmehrkampf Jayla Hang. Darüber hinaus gewann sie Gold am Schwebebalken sowie Silber in der Bodenübung. Im folgenden Monat gewann Rivera bei den nationalen Meisterschaften Bronze am Boden.
Beim Winter Cup 2023 gewann Rivera den Einzelmehrkampf sowie die Wettkämpfe am Schwebebalken und am Boden. Infolgedessen wurde sie für die Junioren-Weltmeisterschaften in Antalya nominiert. Dort gewann sie mit der Mannschaft und am Boden jeweils die Silbermedaille.
2024 gab Rivera ihr internationales Debüt bei der City of Jesolo Trophy, wo sie mit dem US-Team die Goldmedaille gewann. Bei den US-Meisterschaften wurde sie Sechste und konnte sich über die U.S. Olympic Trials im Alter von 16 Jahren für die Olympischen Spiele 2024 in Paris qualifizieren.
In ihren Einzeldisziplinen am Stufenbarren (20. Platz) und Schwebebalken (46. Platz) konnte sie das Finale nicht erreichen. Im Mannschaftsmehrkampf wurden die US-Amerikanerinnen Olympiasieger.